# Суковкин, Пётр Лаврович
 Пётр Лаврович Суковкин  (около 1785 — после 1838) — участник войны Четвёртой коалиции, Отечественной войны 1812 года и Заграничного похода, генерал-майор. Исправляющий должность новгородского губернатора (1834—1838).

## Биография
Из потомственных дворян Курской губернии.

### Военная служба
Первый офицерский чин получил в кавалерии предположительно не ранее 1804 года. Участник войны Четвёртой коалиции, Отечественной войны 1812 года и Заграничного похода русской армии. Был награждён золотым крестом «За победу при Прейсиш-Эйлау».
22 января 1819 года полковник Суковкин сменил генерала Квитницкого в должности командира Каргопольского драгунского полка. 22 августа 1826 года произведён в чин генерал-майора с увольнением от должности командира полка. 19 декабря 1829 года награждён орденом св. Георгия 4-го класса за 25 лет выслуги в офицерских чинах.

### Исправляющий должность новгородского губернатора
Исправлял должность новгородского губернатора с 23 сентября 1834 года по 10 ноября 1838 года, когда был уволен от службы «по домашним обстоятельствам, с мундиром и пенсионом полного оклада».

## Семья и потомство
Его сын Акинфий и внук Михаил также были значительными фигурами русской государственной жизни.